# Басары Ялхора
Басары Ялхора (чечен. Басарача-Ялхара) — покинутый аул в Галанчожском районе Чеченской Республики РФ.

## География
Аул расположен к северо-западу от районного центра Галанчож.

## Этимология
Название Басарача-Ялхара переводится как «Склона Ялхара».

## История
Аул Басары Ялхора был ликвидирован в 1944 году во время депортации чеченцев. После восстановления Чечено-Ингушской АССР 1956 году чеченцам было запрещено селиться в данном районе.

## Архитектура
В ауле сохранились памятники чеченской башенной архитектуры:
- Башни потомков Кезилга
- Башни потомков Таты.

Также сохранились кладбища в окружающих аул скалах.